# Luftwaffen-Sportverein Mölders Krakau
Il Luftwaffen-Sportverein Mölders Krakau, meglio conosciuto come LSV Mölders Krakau, è stata una società di calcio tedesca attiva negli anni '40, con sede a Cracovia, all'epoca capitale del Governatorato Generale.

## Storia

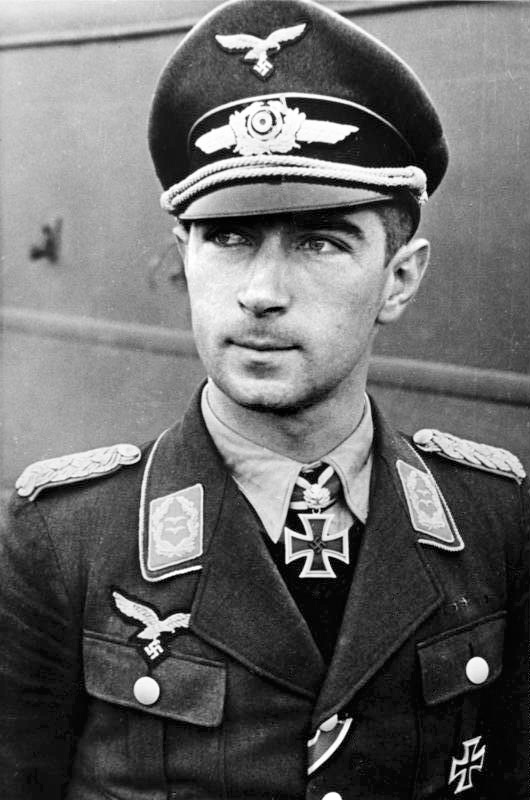
Werner Mölders, eponimo del LSV Mölders Krakau.

Il LSV Mölders Krakau è stata fondata nel 1940 come una delle squadre della Luftwaffe a Cracovia, all'epoca capitale del Governatorato Generale. La squadra doveva il suo nome a Werner Mölders, aviatore tedesco che si era particolarmente distinto nella guerra civile spagnola e nella campagna di Francia, tanto da divenire un simbolo della propaganda tedesca, e per questo ritirato dal combattimento attivo, ma che morirà in un banale incidente di volo nel novembre 1941.
La squadra, pur avendo sede in una città non formalmente parte del Terzo Reich, venne iscritta alla Gauliga Generalgouvernement, torneo regionale del massimo campionato tedesco.
Nella Gauliga 1943-1944, il club allenato da Otto Faist e rinforzato in autunno dai nazionali Ernest Wilimowski e Ernst Sabeditsch, riuscì ad accedere alla fase nazionale del torneo, ove fu eliminata nel primo turno dal VfB Königsberg.
Successivamente, il club si ritirò dal campionato nel settembre 1944 a causa del prosieguo negativo per la Germania della seconda guerra mondiale e sciolto nei mesi seguenti.